# Ендрю Ліс
Ендрю Ліс (англ. Andrew Lees) — австралійський актор. Краще відомий роллю Люсьєна Касла в серіалі Первородні.

## Раннє життя та кр'єра
Ліс народився в Мельбурні, Австралія. Навчався в Національному Інституті Драматичного Мистецтва (NIDA) 2005-2007.
Після навчання пішов на телебачення в 2008 році. Його першою роллю було декілька гостьових моментів в популярній мильній опері Додому і в дорогу де він зіграв Натана Каннінгема, студента та консультанта з житла. Також знімався в  серіалах: Відділ Вбивств, H2O: Просто додай води та Тихий океан. В 2009 році Ліс пішов працювати на телеканал Nine Network де знявся в серіалі Спецвідділ Порятунку, де в нього була вперше головна роль Чейза Галахера, яка принесла йому знаменитість як актора. 
В 2009 році зіграв у театральній постановці Сон літньої ночі.
В 2011 році знімався переважно в рекламі Австралійських тревел компаній: STA Travel.   
В 2014 зіграв роль Дрег-квін «Пеггі» в фільмі «Шарлотта» на каналі ABC TV.

## Фільмографія
| Рік  | Назва                         | Роль              | Прим.           |
| ---- | ----------------------------- | ----------------- | --------------- |
| 2008 | Полум'я Заходу                | Дейв              | Короткометражка |
| 2010 | Розмова                       | Чоловік           | Короткометражка |
| 2013 | Австралійський пілотний сезон | Aussie Actor      | Короткометражка |
| 2014 | Шарлотта                      | Пеггі             | Телефільм       |
| 2017 | Дівчата Брауні                | Браян             | Телефільм       |
| 2017 | Новинка                       | Натаніель         | TBA             |
| 2018 | Видалити з друзів 2           | Деймон            | Фільм           |
| 2018 | Смертні машини                | Герберт Мелліфант | Фільм           |

| Рік       | Назва                                | Роль             | Прим            |
| --------- | ------------------------------------ | ---------------- | --------------- |
| 2008      | Додому і в дорогу                    | Натан Каннінгем  | Другорядна роль |
| 2009      | Відділ вбивств                       | Джейк Локвуд     | Гість           |
| 2009–2011 | Спецвідділ порятунку                 | Чейз Галлахер    | Головна роль    |
| 2010      | H2O: Просто додай води               | Раян             | Другорядна роль |
| 2010      | Тихий океан                          | Роберт Освальт   | Головна роль    |
| 2013      | Академія танців                      | Вес Купер        | Другорядна роль |
| 2015      | Ваша родина або моя                  | Блейк            | Головна роль    |
| 2015      | Пітер Аллен: Не хлопчик по сусідству | Грег Конелл      | Головна роль    |
| 2015–2016 | Первородні                           | Люсьєн Касл      | Другорядна роль |
| 2017      | Кидання тіні                         | Жайтен           | Гвсть           |
| 2018      | Легенди завтрашнього дня             | Ернест Хемінгуей | Гість           |